# Cherry – Sakura
Cherry – Sakura ist ein Duoalbum von Aki Takase und David Murray. Die am 30. April 2016 im Studio des SRF in Zürich entstandenen Aufnahmen erschienen am 17. Februar 2017 bei Intakt Records.

## Hintergrund
Die Zusammenarbeit der in Japan geborenen, seit den 1980er-Jahren in Berlin ansässigen Pianistin Aki Takase mit dem seit den 1990er Jahren in Paris lebenden amerikanischen Saxophonisten und Bassklarinettisten David Murray reicht ins Jahr 1993 zurück, als die beiden ihre Hommage an Thelonious Monk mit dem Titel Blue Monk bei Enja veröffentlichten. Ihre Kooperation setzte sich mit dem 2002 im Münchner Lustspielhaus aufgenommene Live-Album Valencia (Sound Hills) fort, das ein Monk-Medley enthielt. Auf Cherry – Sakura findet sich ebenfalls eine Monk-Komposition, „Let’s Cool One“.
Takase steuerte vier Eigenkompositionen bei. Im auf eine Kurzgeschichte Ango Sakaguchis zurückgehenden, fast 10-minütigen, melancholisch-nachdenklichen Titelstück „Cherry – Sakura“ über die Vergänglichkeit, am Beispiel von Kirschblüten in einem Zauberwald, präsentieren die beiden ein breites Spektrum an Stimmungen und Emotionen – durchsetzt mit Solo-Exkursionen. „Nobuko“ widmet Takase ihrer kürzlich verstorbenen Mutter.

## Titelliste

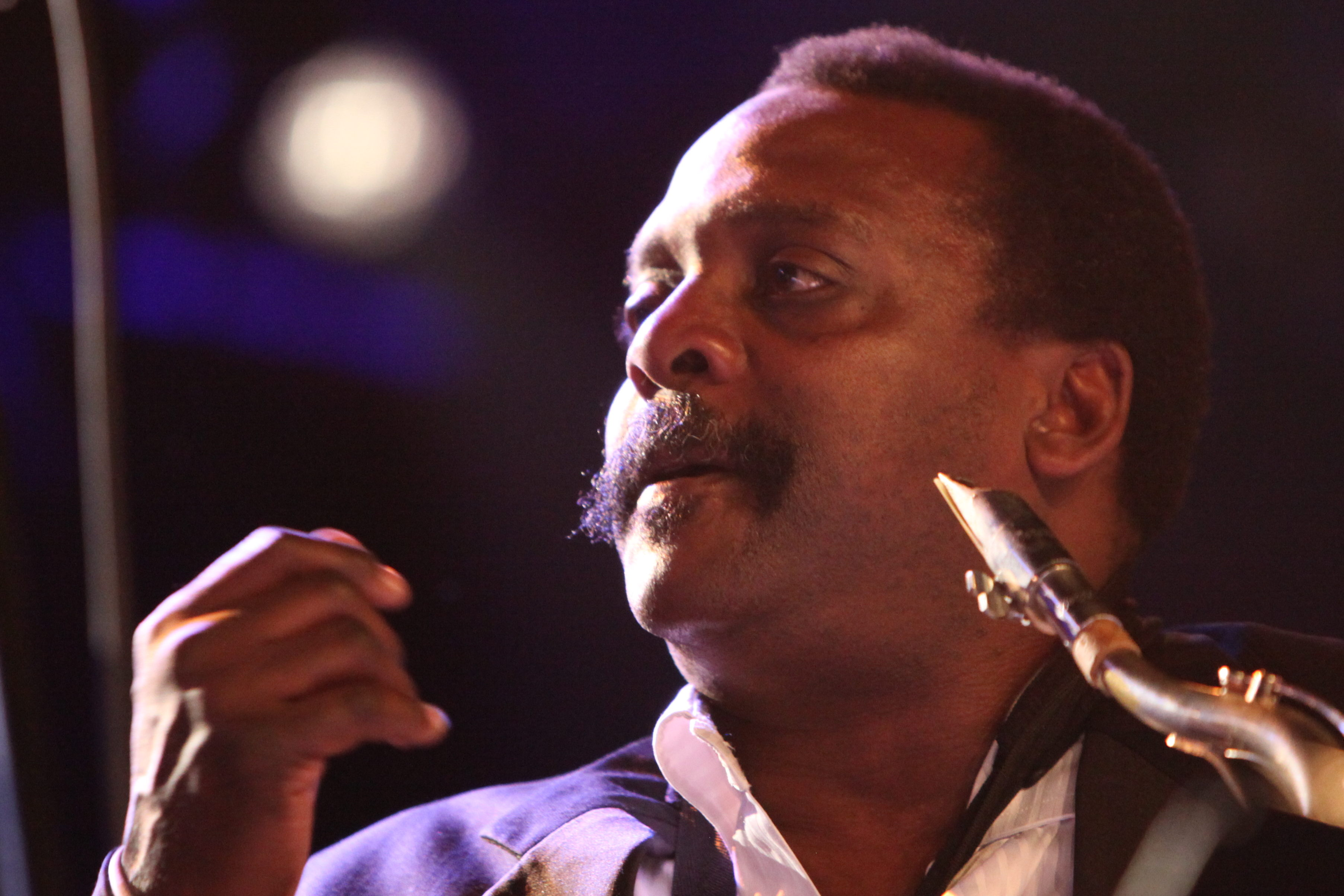
David Murray 2011

- Aki Takase - David Murray: Cherry Sakura (Intakt Records CD 278)[2]

1. Cherry – Sakura (Aki Takase) 9:20
2. A Very Long Letter (Aki Takase) 5:44
3. Let’s Cool One (Thelonious Monk) 5:41
4. To A.P. Kern (David Murray) 5:55
5. Stressology (David Murray) 6:27
6. Nobuko (Aki Takase) 6:18
7. Blues for David (Aki Takase) 4:52
8. A Long March to Freedom (David Murray) 6:28

## Rezeption
Peter Füßl schrieb in der Kulturzeitschrift, „Let’s Cool One“, die einzige Fremdkomposition des Albums, setze „in seiner witzigen Unbeschwertheit mit knarzender Bassklarinette über Stride-geschwängerten Pianoläufen allerdings eine Art Kontrapunkt zu den zumeist doch ernsthafter wirkenden Kompositionen der beiden Ausnahmemusiker, die vor allem in ihren hohen Ansprüchen an einen avantgardistisch-kreativen Umgang mit der Jazztradition übereinstimmen.“ Das Album sei Dokument „eines eindrucksvollen musikalischen Dialoges“ resümiert der Autor.
Bill Shoemaker schrieb in den Liner Notes des Albums: „«Cherry – Sakura» ist ein wunderbares Gespräch über die grossen Lebensfragen von zwei Künstlern, die in ihrem Leben bereits alles zumindest einmal erfahren haben. Um einen veralteten Jazzspruch wiederzubeleben, Takase und Murray sagen etwas mit diesem Album. In einem Satz: Reife ist alles.“
Cherry – Sakura ist im Mai 2017 in die Quartals-Bestenliste des Preis der deutschen Schallplattenkritik aufgenommen worden.